# Металлургов (станция метро)
«Металлургов» (укр. «Металургів») — станция Центрально-Заводской линии Днепровского метрополитена. Расположена между станциями «Заводская» и «Метростроителей».
Станция открыта 29 декабря 1995 года в составе пускового участка «Покровская» — «Вокзальная». Станция глубокого заложения, односводчатая.
Станция имеет два выхода на проспект Нигояна и туннель к Днепровскому металлургическому заводу. Недалеко от выхода находятся Днепропетровский органный зал и железнодорожная станция Горяиново Приднепровской железной дороги. Имеет один неиспользуемый выход в район станции Горяиново.
Станция носит название «Металлургов» из-за близкого расположения к Днепровскому металлургическому заводу.

Цвет свода - жёлтый

## Проектные названия
Станцию предполагали назвать «Брянская», так как первоначальное название Днепровского металлургического завода было Александровский Южно-Российский завод Брянского акционерного общества, в просторечии «Брянский завод», «Брянка», а район вокруг металлургического завода назывался «Брянской колонией».
Другой вариант названия станции — «Петровка», поскольку после переименования завода и смены поколений местных жителей название «Брянка» трансформировалось в соответствии с названием металлургического завода, в то время носившего имя Г. И. Петровского.